# 波魯堅科
49°55′23″N 23°19′16″E / 49.92306°N 23.32111°E
波魯堅科（烏克蘭語：Поруденко），是烏克蘭的村落，位於該國西部利沃夫州，由亞沃里夫區負責管轄，始建於1587年，面積0.6平方公里，海拔高度222米，人口495，人口密度每平方公里830.54人。